# Șevcenkove, Bârzula
Șevcenkove (în ucraineană Шевченкове) este un sat în comuna Ananiev din raionul Bârzula, regiunea Odesa, Ucraina.

## Demografie
Componența lingvistică a localității Șevcenkove
     Ucraineană (93,15%)
     Română (5,48%)
     Rusă (1,37%)
Conform recensământului din 2001, majoritatea populației localității Șevcenkove era vorbitoare de ucraineană (93,15%), existând în minoritate și vorbitori de română (5,48%) și rusă (1,37%).